# 蝘蜓座δ
蝘蜓座δ，又名CP-79 554，HD 93779、SAO 258592、HR 4231，是蝘蜓座的一颗恒星，视星等为5.47，位于銀經297.68，銀緯-18.91，其B1900.0坐标为赤經10h 44m 19.3s，赤緯-79° -18.91′ 30″。